# Mark Greene (écrivain)
Pour les articles homonymes, voir Greene.
Mark Greene est un écrivain d'expression française, né à Madrid en 1963.

## Biographie
Fils d’un photographe américain et d’une Française installée à Madrid, Mark Greene passe toute son enfance en Espagne. À l'âge de 18 ans, il part pour la France et s’installe à Paris, où il s’essaye à divers métiers : chauffeur, moniteur de sport, journaliste, lecteur dans l’édition, réceptionniste et gardien d’une galerie d’art.
À partir des années 1990, il se consacre à l'écriture. En 2004 paraît son premier roman, Le Lézard, qui raconte l’histoire d’un homme dépossédé de sa virilité. Cinq autres romans vont suivre, parmi lesquels 45 tours, chronique de la naissance d’un tube dans les années 1980, et Federica Ber, récit centré sur l'histoire d'une femme mystérieuse, suspectée de meurtre et que le narrateur a intensément aimée vingt ans auparavant, avant qu'elle ne disparaisse. Plus qu'une amante passagère, Federica fut pour lui une initiatrice à la façon de la Nadja d'André Breton, dans un univers « où le réel et ses pétrifiantes coïncidences font remonter les souvenirs enfouis autant qu’ils permettent au présent de s’inventer, par la rêverie  ».
Il est aussi l’auteur d’un recueil de nouvelles: Les Plaisirs difficiles, portraits d’individus solitaires en quête d’une rencontre salvatrice.
Il a consacré un récit, Comment construire une cathédrale, à l’histoire de Justo Gallego Martínez, paysan espagnol qui a bâti, de ses propres mains et sans autorisation légale, une cathédrale dans un village de la Manche. Cet ouvrage a été récompensé par le prix Marianne en 2017. Le texte a été lu dans la basilique de Saint Denis par le comédien Bruno Putzulu, en 2017, puis adapté et porté au théâtre par Nathalie Grauwin. Au-delà de l'entreprise extraordinaire de Gallego Martínez, semblable à celle du facteur Cheval, Mark Greene s'aventure dans une méditation sur le sens de la vie, et sur « l'utilité et l'inutilité de nos entreprises».
En 2023, il publie Réel Madrid, récit autobiographique qui raconte son enfance et sa jeunesse en Espagne pendant les dernières années du franquisme et au cours de la « transition démocratique » et de la Movida. Le texte a reçu en 2024 le prix Jean-Freustié.

### Thèmes
Les livres de Mark Greene dépeignent des individus isolés, peu impliqués socialement et rétifs aux idéologies. Marginaux discrets, mal connus de leur entourage, ils sont partagés entre la tentation lancinante d’un retour vers le passé et le désir, souvent contrarié, de s’inscrire dans le présent de la société, en particulier de la société française. Le passé apparaît toujours ambigu : c’est un paradis perdu, aussi enchanteur qu’inatteignable, mais aussi un piège, un puits sans fond qui fascine les individus et les emprisonne. Révolte et affirmation de soi ne sont jamais revendiquées. Elles « travaillent » souterrainement les personnages et jaillissent par surprise, quand on ne les attend plus.

## Œuvres
- Le Lézard, Paris, Éditions Fayard, 2004, 201 p.  (ISBN 2-213-61875-5)
- Les Maladroits, Paris, Éditions Fayard, 2006, 258 p.  (ISBN 978-2-213-62996-4)
- Les Plaisirs difficiles, Paris, Éditions du Seuil, 2009, 175 p.  (ISBN 978-2-02-099624-2)
- Le Ciel antérieur, Paris, Éditions du Seuil, 2013, 284 p.  (ISBN 978-2-02-108708-6)[6]
- 45 tours, Paris, Éditions Payot & Rivages, 2015, 214 p.  (ISBN 978-2-7436-3590-9)[7]
- Comment construire une cathédrale, Paris, Éditions Plein jour, coll. « Les Invraisemblables », 2016, 94 p.  (ISBN 978-2-37067-019-9)[1]
- Federica Ber, Paris, Éditions Grasset et Fasquelle, 2018, 203 p.  (ISBN 978-2-246-81745-1)[8]
- L’Idée de l’amour, Paris, Éditions Grasset et Fasquelle, 2022, 204 p.
- Réel Madrid, Paris, Éditions Plein Jour, 2023, 176 p.